# ألالينورون
ألالينورون (بالإنجليزية: Allalinhorn) هو أحد جبال سلسلة جبال الألب بينيني وجزء من القمة الأم يقع في كانتون فاليز، سويسرا. يبلغ ارتفاع الجبل حوالي 4027 متر، بينما يبلغ ارتفاع نتوء الجبل 255 متر، وقد سجل أول وصول لقمة الجبل عام 1856.